# Onze-Lieve-Vrouw van 't Zandkapel

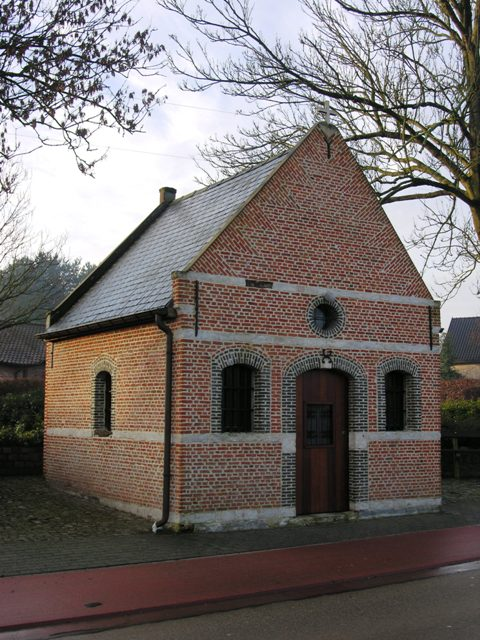
Onze-Lieve-Vrouw van 't Zandkapel

De Onze-Lieve-Vrouw van 't Zandkapel is een kapel in de tot de Vlaams-Brabantse gemeente Scherpenheuvel-Zichem behorende plaats Zichem, gelegen aan de Weg Messelbroek.
De kapel zou dateren van 1666 en werd in 1777 herbouwd. In de 19e eeuw werd de kapel opnieuw herbouwd en vergroot waarbij ook materiaal van de vorige kapel zou zijn hergebruikt.
De kapel heeft een puntgevel met boerenvlechtwerk en is gebouwd in bakstenen met enkele zandstenen speklagen. De omlijstingen werden in gesinterde baksteen uitgevoerd.